# Studenci (Teslić, BiH)
Studenci su naselje i središte istoimene mjesne zajednice u općini Teslić, Republika Srpska, BiH.

## Zemljopis
Mjesna zajednica Studenci je sastavljena iz zaseoka Pranjići, Mršići, Ereizi, Čančari, Luščić, Blatnjaci. Kraj je tijesno povezan s ostalim hrvatskim naseljima: Crna Rijeka, Slatina te Komušina.
Zajedno su nekad činili srednjovjekovnu katoličku župu Kuzmadanj (središte župe bilo je na teritoriju Studenaca), te kasnije župu Komušina, poznatu po čudotvornoj slici Gospe Kondžilske. Župa Komušina je 1881. godine podijeljena na tri župe: Bežlja, Komušina Donja te Komušina Gornja. Studenci i okolna sela spadaju u župu Bežlja. 
Danas je Komušina poznata kao najveće Marijansko svetište u Vrhbosanskoj nadbiskupiji.
Studenčanski kraj se nalazi 6 kilometara jugo-istočno od grada Teslića, pa se za Studence među lokalnim stanovništvom primio i naziv "Šesti". Nalaze se u dolini rijeke Usore podno Komušanskih brda.

## Stanovništvo
| Studenci           |              |                |              |
| godina popisa      | 1991.        | 1981.          | 1971.        |
| Hrvati             | 905 (94,66%) | 1.032 (96,62%) | 858 (98,73%) |
| Srbi               | 23 (2,40%)   | 34 (3,18%)     | 10 (1,15%)   |
| Muslimani          | 2 (0,20%)    | 0              | 0            |
| Jugoslaveni        | 14 (1,46%)   | 0              | 0            |
| ostali i nepoznato | 12 (1,25%)   | 2 (0,18%)      | 1 (0,11%)    |
| ukupno             | 956          | 1.068          | 869          |

## Povijest
Kraj je nekada bio na strateško važnom položaju, pa je u srednjem vijeku na području Studenaca izgrađena tvrđava ili gradina. I do danas u zaseoku Luščić ostali su nazivi za neka područja Gradina te Gradinica. Studenci se nalaze na vrlo važnom strateškom položaju, na regionalnom putu Teslić - Blatnica, na 6 kilometru, odnosno 3 kilometra od poznatog lječilišta Banja Vrućica. 
Strateška važnost Studenaca bila je i jedan od razloga srbo-četničke ofenzive na naša područja u proteklom ratu. Dana 7. lipnja 1992. godine, počinje otvoreni napad na hrvatski kraj Studence od strane srbo-četničkih agresora. Tada se linija obrane komušanskog kraja proširuje za 15 kilometara. Cijeli komušanski kraj se branio pod zapovjedništvom HVO Teslić-Komušina koji je bio u sustavu 111. xp brigade sa stožerom u Žepču. Kraj odoljeva nadmoćnim napadima do sredine kolovoza 1992. kada su zbog umora i manjka opreme branitelji prisiljeni na povlačenje prema Novom Šeheru gdje se formira nova linija obrane na Dubravama. Kasnije je bilo pokušaja vraćanja teritorija ali se čini da nije bilo političke volje za to.
Po Daytonskom sporazumu 1995. godine cijeli komušanski kraj gdje je živjelo oko 9000 Hrvata zajedno sa Studencima pripada Republici Srpskoj. Tek u 2000. godini omogućeno je prvim povratnicima da obnove svoje kuće. Danas na Studencima živi oko 250 Hrvata, od kojih su većina starije osobe. Ipak obnovljene su mnoge kuće koje se popunjavaju u ljetnim danima kada mnogi raseljeni Studenčani dolaze iz Hrvatske, Slovenije, Austrije, Njemačke i drugih krajeva na odmor.

## Poznate osobe
- Drago Ćosić, sportski novinar i komentator na HRT
- Marica Mršić, atletičarka, osvajačica dviju srebrnih medalja za Jugoslaviju na Mediteranskim Igrama 1983. godine u Maroku.
- Vladimir Petrović, nogometaš, svoje najbolje igre pružio je za NK Dinamo Zagreb, neko vrijeme igrao u Francuskoj za FC Toulouse gdje je također bio jedan od najboljih igrača.
- Anto Petrović, nogometaš, mlađi brat Vladimira Petrovića, dugogodišnji igrač u NK Hrvatski dragovoljac gdje je i nosio kapetansku vrpcu. Igrao je i za austrijski Sturm iz Graza te u poljskoj prvoj ligi. Nakon Poljske krenuo je put Hercegovine gdje je igrao za NK Široki Brijeg. Kratko igrao i u NK Kamen Ingrad nakon čega se pridružio bratu u Sesvetama. Bio član reprezentacije BiH.
- Jurica Pranjić, branič NK Osijeka. Rođen 16. prosinca 1987. godine.

- Josip Knežević vezni igrač NK Osijeka, sada nastupa za Kairat iz Almate u Kazahstanu. Igrao je u Amkaru iz Perma u Rusiji.